# Calamagrostis tarmensis
Calamagrostis tarmensis är en gräsart som beskrevs av Pilg.. Calamagrostis tarmensis ingår i släktet rör, och familjen gräs. Inga underarter finns listade i Catalogue of Life.